# Bathyplotes baculosus
Bathyplotes baculosus is een zeekomkommer uit de familie Synallactidae.
De wetenschappelijke naam van de soort werd in 1987 gepubliceerd door C. Massin.